# Percival James Patterson
Percival James Patterson (ur. 10 kwietnia 1935 w Westmoreland) – polityk jamajski, premier kraju w latach 1992–2006.
Jego poprzednikiem na stanowisku premiera był Michael Manley. Patteson jest liderem Ludowej Partii Narodowej.